# Ski-Schaukel Falken
| Ski-Schaukel Falken                                           | Ski-Schaukel Falken                     |
| ------------------------------------------------------------- | --------------------------------------- |
| Die Talstation Körbersee des Sesselliftes Ski-Schaukel Falken |                                         |
| Standort:                                                     | Schröcken, Österreich Warth, Österreich |
| Bauart:                                                       | 2-CLF                                   |
| Baujahr:                                                      | 1997                                    |
| Berg:                                                         | Falkenkopf                              |
| Talstation:                                                   | Körbersee , 1678 m (Schröcken)          |
| Zwischenstation:                                              | Falkenkopf , 1811 m                     |
| Bergstation:                                                  | Kalbelesee , 1.696 m                    |
| Höhendifferenz:                                               | 133 m                                   |
| Streckenlänge:                                                | 1310 m                                  |
| Fahrdauer:                                                    | 4,3 min                                 |
| Anzahl der Sessel:                                            | 187 Stk.                                |
| Anzahl der Stützen:                                           | 16 Stk.                                 |
| Kapazität:                                                    | 1435 Pers./Stunde                       |
| Hersteller:                                                   | Doppelmayr                              |
| Betreiber:                                                    | Skilifte Schröcken Strolz GmbH          |
| Website:                                                      | www.warth-schroecken.at                 |
| Anmerkungen:                                                  | Tal-Berg-Tal Sesselbahn                 |

Der Sessellift Ski-Schaukel Falken (auch: Sessellift Spielboden-Falkenkopf, Sessellift Körbersee-Falkenkopf, Skischaukel Falken I oder Skischaukel Falken II) ist eine Luftseilbahn (fixgeklemmte Sesselbahn) mit Sesseln für je zwei Personen im österreichischen Bundesland Vorarlberg. Die Talstation am Körbersee befindet sich in der Gemeinde Schröcken auf 1678 m ü. A. die Talstation Spielboden befindet sich in der Gemeinde Warth auf einer Höhe von 1,696 m ü. A., die Bergstation ist auf dem ebenfalls auf dem Gemeindegebiet von Warth auf 1811 m ü. A.

## Technische Daten
Dieser fixgeklemmte 2erSessellift wurde 1997 von der Firma Doppelmayr in Wolfurt errichtet und in Betrieb genommen.
- Inbetriebnahme: 1997
- Seilhöhe in der Talstation: 1678 m
- Seilhöhe in der Talstation 2: 1696 m
- Seilhöhe in der Bergstation: 1811 m
- Höhenunterschied: 133 m
- Betriebslänge (schräge Länge): 1310 m
- Stützen: 16
- Mittlere Neigung: 18,9 %
- Größte Neigung: 51,8 %
- Spanneinrichtung: Bergstation (hydraulisch)
- Hauptantrieb: elektrisch
- Antriebsstation: Talstation
- Fahrbetriebsmittel: 187 Sessel
- Fassungsvermögen Fahrbetriebsmittel: 2 Personen
- Nennfahrgeschwindigkeit 2,8 m/s
- Fahrtzeit: ca. 4,3 Minuten
- größte Förderleistung je Stunde und Richtung: 1435 Personen.

## Besonderheiten
Bei der Sesselbahn handelt es sich um eine Tal-Berg-Tal Sesselbahn, das heißt, sie führt auf einer Seite auf den Berg und auf der anderen wieder runter. Zustieg ist in den beiden Talstationen möglich, die Sessel müssen an der Bergstation verlassen werde, somit ist keine Talfahrt möglich und die Sessel schweben unbesetzt zur Talstation.

## Name
Die Teilstrecke vom Körbersee zum Falkenkopf wird meist als Ski-Schaukel Falken I oder auch Ski-Schaukel Falken (Körbersee) bezeichnet.
 Die Teilstrecke vom Spielboden zum Falkenkopf wird meist als Ski-Schaukel Falken II oder auch Ski-Schaukel Falken (Spielboden) bezeichnet.
 Die Gesamtheit der Seilbahnanlage wird als Ski-Schaukel Falken bezeichnet.

## Skigebiet
Der Sessellift Ski-Schaukel Falken gehört zum Skigebiet Ski Arlberg.